# Ernst Müller (Fußballspieler)
Ernst Georg Oswald Müller (* 13. Juli 1901 in Berlin; † 13. September 1958) war ein deutscher Fußballspieler. Mit seinem Verein Hertha BSC gewann er 1930 und 1931 die deutsche Meisterschaft und am 24. Mai 1931 kam er in der Nationalmannschaft beim Länderspiel gegen Österreich zum Einsatz.

## Karriere

### Vereine
Ernst Müller begann seine Karriere bei Vorwärts 90 Berlin, wo er als linker Läufer begann. Laut Tauber wechselte er 1918 zu Hertha BSC, kam aber erst Mitte der 1920er in die Stammmannschaft der Mannschaft aus Wedding. In den Endrundenaufstellungen um die deutsche Meisterschaft 1925 und 1926 ist Müller bei Querengässer nicht aufgeführt. Ab der Endrunde 1926/27 gehörte er aber dem Team des Berliner Meisters an, er spielte an der Seite von Mittelläufer Karl Tewes auf der linken Außenläuferposition. Müller zog mit der Hertha in das Endspiel um die deutsche Meisterschaft gegen den 1. FC Nürnberg ein, das Finale wurde aber am 12. Juni in Berlin mit 0:2 verloren. Die Offensivkraft der Clubstürmer Baptist Reinmann, Georg Hochgesang, Josef Schmitt, Ludwig Wieder und Heinrich Träg setzte sich verdient durch. In den folgenden zwei Jahren verlor Hertha mit Ernst Müller als Mittelläufer weitere zwei Endspiele gegen den Hamburger SV (2:5) und die SpVgg Fürth (2:3) um die deutsche Meisterschaft. Erst 1930 gewannen die Berliner ihren ersten deutschen Meistertitel, als sie das Endspiel gegen Holstein Kiel mit 5:4 für sich entschieden. Auch beim zweiten und letzten Titelgewinn der Berliner 1931 gegen den TSV 1860 München organisierte Müller die Abwehr der Hertha. Insgesamt stand der Abwehrspieler in fünf Endspielen um die deutsche Meisterschaft, und das in Folge von 1927 bis 1931. Er wird mit 22 Spielen in diesen Endrunden geführt. Für Hertha soll er 273 Spiele in der 1. Mannschaft bestritten haben.

### Nationalmannschaft
Drei Wochen vor dem Endspiel um die deutsche Fußballmeisterschaft 1931, zwischen dem Viertelfinale am 17. Mai und dem Halbfinale am 31. Mai, kam Ernst Müller am 24. Mai unter Reichstrainer Otto Nerz zu seinem einzigen Einsatz in der deutschen Nationalmannschaft. Neben Georg Knöpfle und Reinhold Münzenberg spielte er auf seiner ehemaligen Stammposition als linker Läufer. Das Länderspiel in Berlin ging in die Fußballgeschichte ein, allerdings in die Österreichische. Eine Woche zuvor hatte Österreich gegen Schottland mit 5:0 gewonnen, nun besiegte das Wunderteam von Bundeskapitän Hugo Meisl auch die deutsche Mannschaft mit 6:0. Neben Müller spielten von Hertha BSC auch noch Torhüter Paul Gehlhaar und Regisseur Johannes Sobek an diesem Tag im DFB-Team. Ernst Müller hatte in einer schwachen deutschen Mannschaft gegen den überragenden Friedrich Gschweidl keine Chance und erhielt – genauso wie sein Vereinskollege Paul Gehlhaar – nie wieder eine Berufung in die Nationalmannschaft.
Im Jahr 1929 gehörte er im Wettbewerb um den Bundespokal dem Siegerteam von Brandenburg an. Am 28. April 1929 setzte sich Brandenburg mit einem 4:1 gegen Norddeutschland durch. Bei der siegreichen Mannschaft bildeten Gehlhaar (Torhüter), Heinz Emmerich, Hans Brunke, Willi Völker, Karl Schulz von Viktoria 89 und Müller die Defensive.